# Mirela Rahneva
Mirela Rahneva, née le 26 juillet 1988, est une skeletoneuse canadienne. Elle obtient la médaille de bronze lors de la Coupe du monde de skeleton 2016-2017. Elle fait partie de l'équipe olympique canadienne pour l'épreuve de skeleton lors des jeux olympiques d'hiver de 2018,.
Elle a aussi été joueuse de rugby à sept, faisant quelques apparitions avec l'Équipe du Canada de rugby à sept féminin.

## Palmarès

### Championnats du monde
- : médaillée d'argent par équipes aux championnats du monde en 2019.
- : médaillée de bronze aux championnats du monde de 2023.

### Coupe du monde
- Meilleur classement général : 3e en 2017 et 2019.
- 15 podiums individuels : 5 victoires, 4 deuxièmes places et 6 troisièmes places.

#### Détails des victoires en Coupe du monde
| Édition   | Piste                | Total |
| 2016-2017 | Saint-Moritz         | 1     |
| 2018-2019 | Saint-Moritz Calgary | 2     |
| 2022-2023 | Park City            | 1     |
| 2023-2024 | Sigulda              | 1     |